# Deep Rising
Deep Rising (Brasil: Tentáculos / Portugal: O Barco do Inferno) é um filme norte-americano de 1998, dos gêneros suspense e ficção científica, dirigido por Stephen Sommers.

## Sinopse
O filme é sobre uma criatura gigantesca marinha misteriosa que mata quase toda a tripulação de um navio de luxo transatlântico no mar meridional da China.
O filme não foi bem recepcionado pela crítica especializada. Steve Barton, do site Dread Central, escreveu que o roteiro "se esforça desesperadamente para ser moderno e inteligente, mas só aparece como quadrado e burro". No site Rotten Tomatoes, o filme recebeu avaliação positiva de 28% de um total de 32 críticas. O orçamento foi em torno de 45 milhões de dólares, mas a receita com foi em torno de 11 milhões.

## Elenco
- Treat Williams .... John Finnegan
- Famke Janssen .... Trillian St. James
- Anthony Heald .... Simon Canton
- Kevin J. O'Connor .... Joey "Tooch" Pantucci
- Wes Studi .... Hanover
- Derrick O'Connor .... Capitão
- Jason Flemyng .... Mulligan
- Cliff Curtis .... Mamooli
- Clifton Powell .... Mason
- Trevor Goddard .... T-Ray Jones
- Djimon Hounson .... Vivo
- Una Damon .... Leila
- Clint Curtis .... Billy